# 花蜆
花蜆（學名：Cyrenodonax formosana），俗名「花蛉」或花蛤，是帘蛤目蜆科花蜆屬的一种。其种加词“formosana”意为“台湾的”。
本物種為台灣特有種，早在3000年前的贝塚已存在，到清末時數量仍然很多，但於1960代後期到1970年代初期間滅絕。

## 分佈
南投縣日月潭，台中，彰化縣，桃園，彰化縣鹿港，雲林縣斗南，台北縣淡水河，台北基隆河，台南縣，小琉球，高雄縣。

## 生長性狀
殼薄而脆，成闊型橢圓狀；殼面呈淡褐紫色，有黑條射紋；殼內面帶紫色。 